# هيموبيور
الهيموبيور (HEMOPURE)، تطور وأنتج بواسطة مختبرات OPK، وهو حامل الهيموغلوبين المبني على الأكسجين الذي أساسه الهيموجلوبين البقري الثابت كيميائياً، ويستعمل في مجال التكنولوجيا الحيوية. تم تطويره للاستخدام المحتمل للبشر كجسر موصل للأكسجين في الحالات التي يكون فيها الدم غير متوفر. منتج الهيموجلوبين الجلوتامير 250 (البقري) معتمد للاستخدام البشري وتم بيعه في جنوب أفريقيا لعدة سنوات.

## خصائص الهيموبيور
وفقاً للشركة، فإن الهيموبيور مستقر لمدة 36 شهر في درجة حرارة الغرفة، ومتوافق مع جميع فصائل الدم ولا يتطلب تحديد فصيلة الدم، أو فحص أو اختبار التوافق، ولا يحتاج لتنقية ويتم تنقيته لإزالة الملوثات أو تثبيطها، وتشمل العوامل الملوثة مثل الفيروسات والبكتيريا وعواملTES)

## التجارب السريرية
انتهت في آخر تجربة للهيموبيور على الإنسان في الولايات المتحدة حيث تم اكتشاف أن الهيموبيور ليس أقل شأناً من الدم. ومع ذلك، تزايدت المخاوف المتعلقة بالسلامة مما حدا بهيئة الغذاء والدواء إلى فرض حظر على إجراء المزيد من التجارب السريرية للمنتج الخاضع للتجارب على اختبارالمواضيع الإنسان في الولايات المتحدة. وقالت المتحدثة باسم هيئة الغذاء والدواء كارينر ايليفيبيان «كانت هناك مخاوف متعلقة بالسلامة الهامة التي أثر تحول هذه الفئة من المنتجات.» وفي المقابل، انتقدت البحرية الأمريكية هيئة الغذاء والدواء حسب مراجعتها للهيموبيور، وقالت أن مراجعة القوة البحرية لهيئة الغذاء والدواء من Hemopur كانت معيبة: «تضمنت المراجعات الاستعراضات وكانت مضللة، والبيانات غير مؤكدة، وتحيز للتقارير، والمتطلبات المتغيرة، ولا» عدم الشعور بالحاجة الملحة«، و» فضلا عن تضارب المصالح.
توصلت هيئة الغذاء والدواء وشركة هيموبيور للتكنولوجيا إلى اتفاق لإجراء سلسلة من التجارب على الحيوانات تهدف إلى دراسة تلك المخاوف المتعلقة بالسلامة وتحديد ما إذا كان عقد البدأ بجولة جديدة من التجارب على البشر آمنه. ومعظم هذه الاختبارات، إن لم يكن كلها قد اكتملت وتقوم هيئة الغذاء والدواء بتقديم النتائج التي توصلوا إليها، يسمح الاختبارالبشري للهيموبيور خارج الولايات المتحدة، في جنوب أفريقيا وأوروبا.
تعاون مركزالبحوث البحرية الأمريكية الطبية، التي تم التعاون مع النقاوة الحيوية شركة هيموبيور في دراسة الهيموبيور، وتم منح 4 ملايين دولار كتمويل إضافي من الكونغرس للبحرية الولايات المتحدة على مواصلة البحث الهيموبيور وتطويره. وكان ذلك من خلال السنة المالية 2006 حيث وقع الرئيس جورج بوش اعتمادات الدفاع بيل يوم 30 ديسمبر 2005.

## الموافقة على استخدامه البشري
تمت الموافقة على الهيموبيور للاستخدام البشري والبيع التجاري في جنوب أفريقيا شهر أبريل 2001، وهو الأول والوحيد لهذه الفئة من المنتجات. كما تطلب الهيموبيورو استخدامه في حالات الاستخدام الحساس. وكانت هناك حالة حديثة لامرأة أسترالية تبلغ من العمر 33 عاما اصيبت فيه بجروح بالغة في حادث سيارة.

## تحسين الأداء
يشكل الهيموبيو، المشابه للأكسجين الحامل للطاقة خطراً إذا تم استخدامه بشكل غير صحيح من أجل تعزيز الأداء الرياضي. وفقا لأخبار فيلو، وفي 20 يوليو 2007، اتهمت ويتني ريتشاردز توردو اتهم زعيم فرنسا مايكل راسموسن متسابق الدراجات الجبلية بعمليات تهريب الهيموبيور محاولة لإمكانية استخدامها لاحقا في برنامج تعاطي المنشطات وذلك وفقا لأخبار فيلو.

## تاريخ الشركة
تقدمت شركة التنقية الحيوي، والمطورين الأصلين ومنتجي الهيموبيورو الأوكسيجلوبين بطلب لحمايتها من الإفلاس بموجب الفصل 11، العنوان 11 من قانون الولايات المتحدة، في عام 2009 تم شراء أصولها من قبل OPK في مجالات التكنولوجيا الحيوية، وهي شركة خاصة مقرها في كامبريدج، ماساتشوستس.